# 玉如斋吟稿诗集
《玉如斋吟稿诗集》。1卷。清覃鸿翥撰。手抄本。鸿翥是武缘(今广西武鸣县)人。字小海。光绪时贡生。年青时浪迹江湖，备受艰辛。吟稿所收诗多为纪游怀古之作，如游朱仙镇，戏马台、歌风台、文选楼、筹边楼、富春等等，均有题咏。此外，还有—些歌咏田家生活的诗。